# Renata Laqueur
Renate/Renata Liselotte Margarethe Laqueur (Brzeg, 3 november 1919 – New York, 4 juni 2011) was een Nederlands-Amerikaanse taalkundige. Haar dagboek geschreven in het nazi-vernietigingskamp Bergen-Belsen, alsook de dagboeken van andere gevangenen die ze in verschillende talen onderzocht, droegen bij tot kennis over de Holocaust.

## Levensloop
Laqueur werd geboren in het Poolse Brzeg, dat zich destijds in Duitsland bevond onder de Duitse naam Brieg (1919). Ze werd geboren in het huis van haar grootvader aan moeders kant; haar vader Ernst Laqueur herstelde daar van tyfus opgelopen in België. Tijdens de Eerste Wereldoorlog was haar vader hoogleraar farmacologie geweest aan de Universiteit Gent. Toen zij een jong kind was verhuisde het gezin naar Amsterdam. Haar vader werd namelijk in 1920 benoemd tot hoogleraar farmacologie aan de Universiteit van Amsterdam; 
Het hele gezin dat joods opgegroeid was, liet zich christelijk dopen. Laqueur studeerde af aan een gymnasium in Amsterdam. Haar wens om modeontwerpster of literatuuronderzoekster te worden wees haar vader af. Ze moest van hem een internationale secretaresseschool doorlopen (1939-1940). Ze studeerde er naast stenografie Duits, Engels, Frans en Nederlands. Ze schreef enkele artikelen voor een vrouwenblad in Nederland. Haar vader had intussen dienst genomen als militair arts in het Duitse leger. Ze huwde in 1941 met Paul Goldschmidt (1914-2010).
Op 18 februari 1943 werd Laqueur een eerste maal gearresteerd. De reden was haar Joodse afkomst. Via Kamp Vught kwam ze terecht in Kamp Westerbork. Door bemiddeling van haar vader kwam ze vrij.
In november 1943 werden Laqueur en haar man samen gearresteerd. Het echtpaar werd naar Kamp Westerbork afgevoerd. De beschuldiging was deelname aan het ondergronds verzet. Op 15 maart 1944 werden ze naar het concentratiekamp Bergen-Belsen gebracht. De verantwoordelijke politieofficier van het gevangenentransport bleek later Friedrich Degeler (1902-1989) te zijn, die later een CDU-politicus werd in Baden-Württemberg. In Bergen-Belsen schreef ze in het geheim een dagboek. Op 10 april 1945, aan het einde van de Tweede Wereldoorlog, werd ze in het Verloren transport meegenomen. De treinreis zou oorspronkelijk vier dagen duren doch het ronddolen op het spoorwegnet duurde veertien dagen. Ze schreef later hoe ze haar man zag uitmergelen en hoe haar man schrik had dat zijn huid zou doorscheuren bij een val. Op 23 april 1945 bevrijdde het Rode Leger de gevangenen. Dit gebeurde op de spoorlijn nabij het dorp Tröbitz in Brandenburg. Ze ontwikkelde vlektyfus, een van de ziekten die ze in de treinwagon had gezien. Er volgde een lang verblijf in het noodhospitaal van Zeithain om te genezen van vlektyfus. Zij overleefde de vlektyfus doch haar zus Gerda en zwager Felix Oestreicher overleefden de vlektyfus niet. Ze schreef met trefwoorden neer wat ze beleefd had op de Verloren transport. Het lukte Laqueur en haar man op 9 juli 1945 vanuit Zeithain in Saksen de Russische bezettingszone te verlaten. Via het vluchtelingenkamp van Kassel kwamen ze met vrachtwagens terug in Amsterdam op 22 juli 1945. 
Ze typte haar dagboek uit en schreef de nota’s en herinneringen van de laatste oorlogsmaanden uit. In 1947 beviel Laqueur van een doodgeboren kind, wat het einde inluidde van haar huwelijk. Ze scheidde van Paul Goldschmidt in 1950.

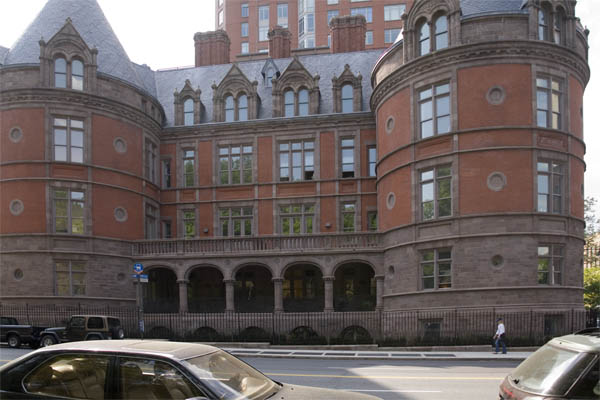
Destijds het kankerinstituut Memoral Sloan Kettering Cancer Center, New York

In Amsterdam leerde Laqueur Dezső A. Weiß kennen op een congres van logopedisten (1950). Weiß, een arts en logopedist uit Hongarije, hielp haar met de emigratie naar de Verenigde Staten (1952). Ze mocht aanvankelijk de Verenigde Staten niet in wegens haar geboorteplaats in Duitsland. Daarom verbleef ze noodgedwongen in het Canadese Montréal (1953) tot ze toch toegelaten werd op het Amerikaanse grondgebied. Ze hertrouwde met Weiß in 1954. 
Sindsdien woonde Laqueur in New York, waar ze als medische secretaresse werkte op het Memorial Sloan Kettering Cancer Center, een kankerinstituut. Ze werd Amerikaans staatsburger in 1957.
In de jaren 1960 studeerde ze aan de New York University Spaanse en Engelse taal- en letterkunde (diploma 1964) en nadien vergelijkende literatuurwetenschappen (diploma 1966). Deze jarenlange studies waren mogelijk door de erfenis die ze van haar moeder ontving. Ze legde zich toe op dertien dagboeken van joden in Duitse vernietigingskampen alsook op haar eigen dagboek. Ze publiceerde haar dagboek in het Nederlands in Amsterdam (1965), onder de titel Dagboek uit Bergen-Belsen: maart 1944-april 1945. Het doctoraat in de vergelijkende literatuurwetenschappen behaalde ze in 1971 met een proefschrift getiteld Writing in Defiance: Concentration Camp Diaries in Dutch, French and German 1940-1945. Haar onderzoek bevestigde onderzoekswerk van de Poolse onderzoeker in Parijs Michał Maksymilian Borwicz (1911-1987), die onafhankelijk van haar werkte. Laqueur vond evenwel geen werk in haar nieuw vakgebied. Ze keerde terug naar haar job als secretaresse. In 1980 werd ze projectcoördinator in kankeronderzoek bij het Memorial Sloan Kettering Cancer Center.
In 1983 publiceerde ze de Duitse vertaling van haar dagboek onder de titel Bergen-Belsen-Tagebuch: 1944,1945; de vertaler was Peter Wiebke. Op aandringen van Wiebke reisde Laqueur naar Duitsland voor interviews voor de landelijke pers en de televisie. Het was haar eerste terugkeer naar Duitsland sinds de Tweede Wereldoorlog.
Ze genas van kanker die behandeld werd in het Memorial Sloan Kettering Cancer Center. Dit deed haar ontvallen dat ze een overlever was heel haar leven lang.
In 1994 hield Laqueur lezingen op de United Nations International School in New York. 
Tot haar woede wezen uitgevers in de Verenigde Staten de Engelstalige publicatie van haar dagboek af. In 2007 verscheen dan toch een Engelstalige uitgave, die gefinancierd was door de Duitse Stichting van Nedersaksische herinneringsplaatsen.
Ze overleed aan de leeftijd van 92 jaar. 